# Inscriptiones Latinae Selectae
Inscriptiones Latinae Selectae  (normalmente indicato o abbreviato con ILS) è una raccolta di iscrizioni in lingua latina pubblicata dall'epigrafista Hermann Dessau in cinque parti (tre volumi) tra il 1892 e il 1916. I riferimenti a questo corpus epigrafico latino sono fatti a volte con l'indicazione Dessau o D.
La raccolta comprende circa 10.000 iscrizioni, selezionate tra quelle note e maggiormente significative, ordinate in capitoli in base al loro contenuto.
Le iscrizioni sono identificate da un numero. Tavole di concordanza con il Corpus Inscriptionum Latinarum sono state pubblicate nel 1950 a Roma e nel 1955 a Berlino.
Per ciascuna iscrizione sono riportate la descrizione del supporto e note, in lingua latina.

## Elenco dei capitoli
- Volume I (1892)[1]
  -     - capitolo I: monumenti storici repubblicani ("Monumenta historica liberae rei publicae")
    - capitolo II: iscrizioni degli imperatori e della famiglia imperiale (Tituli imperatorum domusque imperatoriae)
    - capitolo III: iscrizioni di re e principi stranieri (Tituli rerum et principum nationum exterarum)
    - capitolo IV: iscrizioni di personaggi della classe senatoria (Tituli virorum et mulierum ordinis senatorii)
    - capitolo V: iscrizioni di cavalieri (Tituli virorum dignitatis equestris)
    - capitolo VI: iscrizioni di procuratori e ministri imperiali liberti o schiavi (Tituli procuratorum et ministrorum domus Augustae condicionis libertinae et servilis)
    - capitolo VII: iscrizioni di apparitori e schiavi pubblici (Tituli apparitorum et servorum publicorum)
    - capitolo VIII: alcune iscrizioni riguardanti il diritto della città (Tituli nonnulli ius civitatis illustrantes)
    - capitolo IX: iscrizioni militari (Tituli militares)
    - capitolo X: iscrizioni di alcuni illustri uomini di lettere (Tituli virorum nonnullorum in litteris clarorum)
- Volume II
  - parte 1 (1902)[2]
    - capitolo XI: iscrizioni sacre e di sacerdoti (Tituli sacri et sacerdotum)
    - capitolo XII: iscrizioni riguardanti i giochi (Tituli pertinentes ad ludos)
    - capitolo XIII: iscrizioni di opere e luoghi pubblici, cippi di confine, iscrizioni di alcuni edifici privati (Tituli operum locorumque publicorum. Termini. Tituli nonnulla aedificiorum privatorum)
    - capitolo XIV: iscrizioni municipali (Tituli municipales)

  - parte 2  (1906)[3]
    - capitolo XV: iscrizioni di collegi (Tituli collegiorum)
    - capitolo XVI: iscrizioni di mestieri (Tituli ministrorum vitae privatae, opificum, artificum)
    - capitolo XVII: iscrizioni sepolcrali (Tituli sepulcrales)
    - capitolo XVIII: iscrizioni su suppellettili domestiche (Tituli instrumenti domestici)
    - Capitolo XIX: iscrizioni varie (Analecta varia)
    - Appendice con iscrizioni greche (Appendix titulorum Graecorum)

Il volume III (suddiviso nella parte 1, del 1914, e nella parte 2, del 1916)) raccoglie gli indici, alcune nuove iscrizioni e correzioni alle iscrizioni già edite.